# فولك بودن
فولك بودن (بالألمانية: Falk Boden) مواليد 20 يناير 1960م في إلسترفيردا، ألمانيا، هو دراج ألماني سابق. سبق أن شارك في دورة الألعاب الأولمبية الصيفية وفاز بميدالية أولمبية.

## سجل النتائج

### سباقات أو مراحل فاز بها
- بطولة العالم لسباق الدراجات على الطريق

## الميداليات
| الميدالية | المسابقة                       |
| --------- | ------------------------------ |
| فضية      | الألعاب الأولمبية الصيفية 1980 |

## روابط خارجية
- فولك بودن على موقع أرشيف الدراجات (الإنجليزية)
- فولك بودن على موقع إحصائيات الدراجات الإحترافية (الإنجليزية)
- فولك بودن على موقع أوليمبيديا (الإنجليزية)